# O Livro de Cesário Verde
O Livro de Cesário Verde é a edição póstuma da coletânea dos poemas do poeta português Cesário Verde, feita por seu amigo Silva Pinto  em 1887, Numa edição de 200 exemplares, que não foi posta à venda, O Livro de Cesário Verde foi publicado por Silva Pinto e distribuído pelas pessoas que o editor e Jorge Verde melhor entenderam merecer a oferta. Correspondem, assim, a "parentes, amigos, administradores provados do ilustre poeta".
Nele se revelam as poesias, provavelmente póstumas: De Tarde, De Verão e Provincianas.